# Cyclometra
Genre
Cyclometra est un genre de comatules abyssales de l'océan Indien, de la famille des Antedonidae.

## Liste d'espèces
Selon World Register of Marine Species (3 avril 2015) :
- Cyclometra flavescens AH Clark, 1911 -- Socotra (>2 000 m de profondeur)
- Cyclometra multicirra AH Clark, 1952 -- Afrique du Sud (>400 m de profondeur)